# Purtse (Fluss)
Der Purtse-Fluss (estnisch Purtse jõgi) ist ein Fluss im Norden Estlands.

## Beschreibung
Der Fluss Purtse entspringt bei dem Dorf Tudu am östlichen Rand des Moors Punasoo in der Landgemeinde Vinni im Kreis Lääne-Viru. Er mündet in den Finnischen Meerbusen in die Ostsee.
Der Fluss Purtse ist 51 km lang. Sein Einzugsgebiet umfasst 810 km². Seine durchschnittliche Abflussmenge beträgt 6,67 m³/s.
Das Gewässer ist eines der Flüsse Estlands mit den meisten Stromschnellen.
Rechter Nebenfluss ist der Fluss Kohtla.
Am Fluss befindet sich das Wasserkraftwerk von Sillaoru (300 kW).
Vor dem Zweiten Weltkrieg war der Fluss bekannt für seine Lachse. Mit dem sowjetischen Phosphoritabbau und der folgenden Umweltverschmutzung sind die Fische ausgestorben.

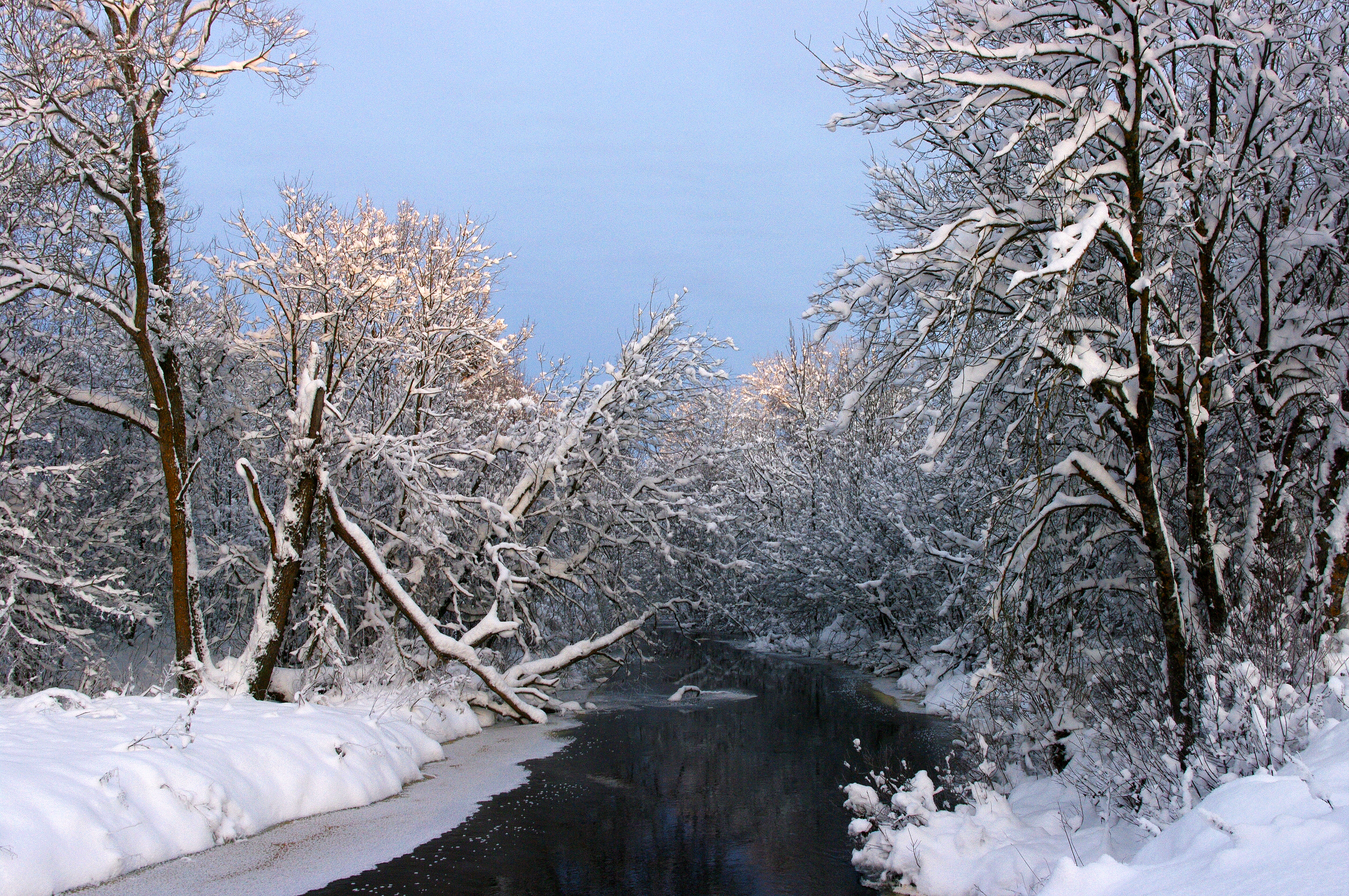
Der Fluss bei Aruküla